# Deutsche Pfadfinderschaft Sankt Georg

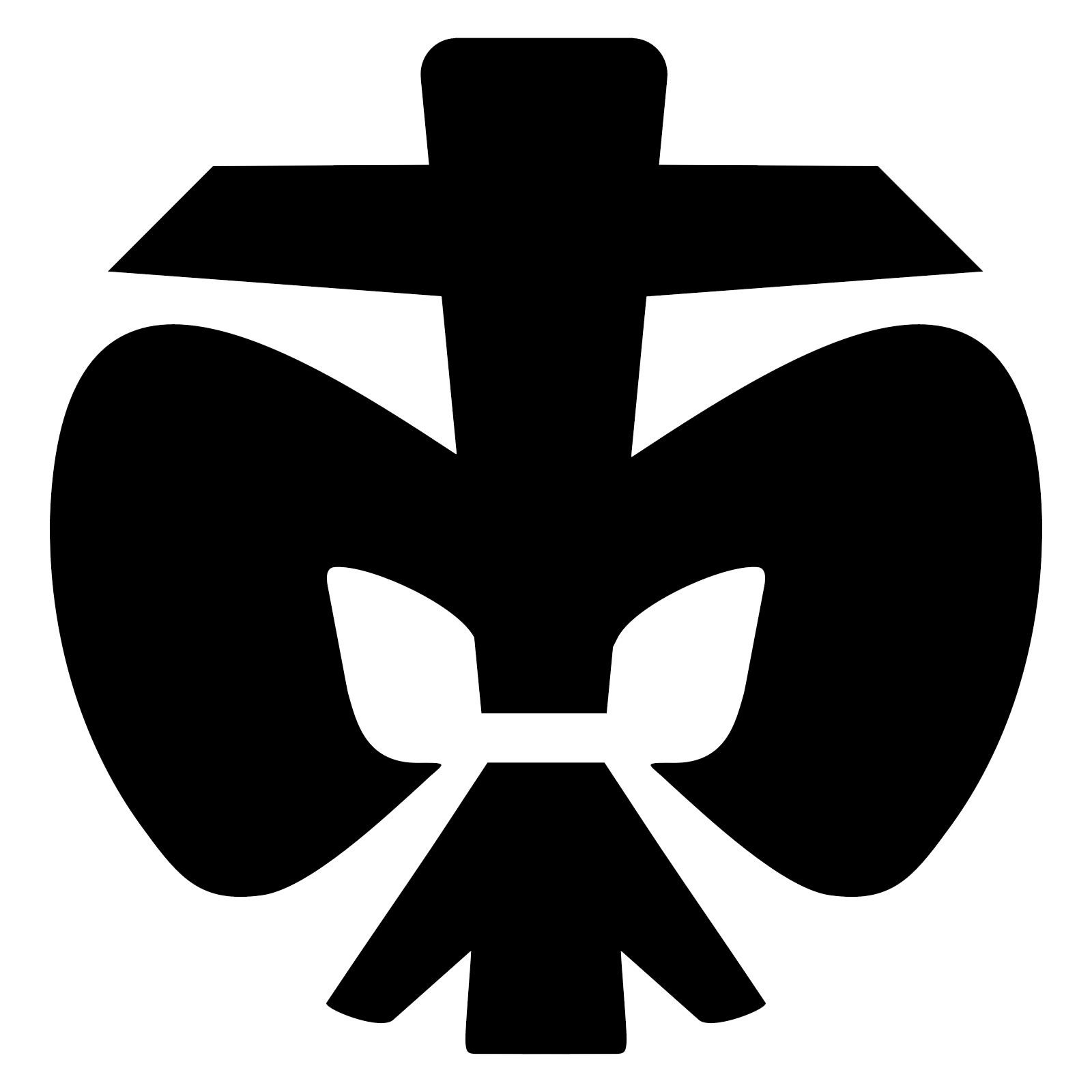
Símbolo de la DPSG.

La Deutsche Pfadfinderschaft Sankt Georg (abreviado: DPSG; traducido: Asociación Alemana de Scouts de San Jorge) es una asociación de scouts católicos que fue fundada en 1929 y es el grupo de scouts más grande de Alemania con unos 95.000 miembros.

## Enlaces
- Wikimedia Commons alberga una categoría multimedia sobre Deutsche Pfadfinderschaft Sankt Georg.
- Sitio web: dpsg.de